# Блейк Ворслі
Блейк Ворслі (англ. Blake Worsley, 7 листопада 1987) — канадський плавець.
Учасник Олімпійських Ігор 2012 року.